# 五十嵐邦正
五十嵐 邦正（いがらし くにまさ、1949年 - ）は、日本の会計学者。日本大学名誉教授。元税理士試験委員。東京都出身。

## 略歴
- 1972年 一橋大学商学部卒業
- 1978年 一橋大学大学院商学研究科博士課程単位取得、指導教官森田哲弥[1]
- 1978年 福島大学経済学部専任講師
- 1979年 福島大学経済学部助教授
- 1985年 日本大学商学部助教授
- 1988年 日本大学商学部教授
- 1995年 一橋大学博士（商学）（論文タイトルは『静的貸借対照表論の研究』）[2]
- 1999年 税理士試験委員（2002年まで）
- 2002年 国税庁税務大学校客員講師